# Gregorio Céspedes
Gregorio Céspedes o de Céspedes (Villanueva de Alcardete, 1551–Kokura, 11 de diciembre de 1611), sacerdote jesuita y escritor español.

## Biografía
Hijo de Fernando de Céspedes, alcalde de casa y corte, nació en el municipio toledano de Villanueva de Alcardete. Estudió derecho canónico en Salamanca, ciudad en la que, en enero de 1569, entró en la Compañía de Jesús. Tras el noviciado, el visitador Alessandro Valignano le llamó para formar parte de un grupo de misioneros que habría de partir hacia Oriente en marzo de 1574, donde pasaría los siguientes 34 años de su vida. La expedición llegó a Goa en septiembre, y allí Céspedes prosiguió su formación teológica durante un año y medio, y después fue ordenado sacerdote. A continuación pasó por Macao y se trasladó a Nagasaki (Japón) en 1577, junto con catorce compañeros de su orden. Desarrolló su labor misionera en varias zonas del país hasta que tuvo que abandonarlo tras un escándalo originado por la venta de una joven esclava japonesa en el mismo puerto de Nagasaki. 
El 6 de septiembre de 1593 desembarcó en Corea para atender a los soldados cristianos que luchaban en el ejército invasor del daimio japonés Toyotomi Hideyoshi; cuatro cartas que escribió entonces son el primer testimonio escrito de la presencia occidental en dicho país. Regresó a Japón en 1595, donde ejerció como superior en la iglesia de Nakatsu. En 1602, fundaba la de Kokura, lugar donde vivió los últimos nueve años de su vida. A partir de su desaparición, su fallecimiento fue repentino, se inició la persecución contra los cristianos por parte del daimyô de Kokura. Céspedes, salvo errores reseñados, supo moverse por los ambientes más selectos, pero también por los más populares, todos necesarios para ejercer sus trabajos apostólicos. Parte de su correspondencia fue publicada antes de su muerte en 1611.